# 那須塩原市立箒根学園
那須塩原市立箒根学園（なすしおばらしりつ ほうきねがくえん）は、栃木県那須塩原市関谷にある公立の義務教育学校。

## 概要
関谷小学校、大貫小学校、横林小学校および箒根中学校を統合した施設一体型義務教育学校。2023年4月1日開校した。
小学校を前期課程、中学校を後期課程としている。

### 校舎
箒根学園の校地となる旧関谷小は敷地面積2万8550平方メートル。北側に校舎と体育館、南側にグラウンドが配置されていた。このうち、既存校舎とグラウンドの間の植栽などがあるスペースに新校舎を建設し、既存校舎とは渡り廊下で結ぶ。新校舎には9クラス分の教室を設置し、校舎1階は教室2室と多目的トイレ、職員室や校長室、保健室、放送室などの管理部門、2階に教室7室と多目的室、会議室などを配置。新築校舎にはエレベーターも設置された。既存校舎はRC造２階建て。1階は教室2室、美術・図工室、技術室、家庭科室などに加え、地域開放多目的室を配置。2階は理科室2室、図書室、音楽室、教室4室を配置する計画に加えて、照明のLED化と併せてトイレの洋式化も実施。
体育館は、2023年度の入学式や開校式に使用後に取り壊し開始し、単年度で新設予定

### 校歌
- 2022年11月9日 - 箒根学園設置準備委員会第11回総会を開催し校歌を制定[3]
- 作詞：丑越薫
- 作曲：上野哲生

那須塩原市民や箒根地区の小中学校卒業生からフレーズを募り、丑越薫が作詞した。

## 沿革
- 2023年（令和5年）
  - 4月1日 - 開校。
  - 4月10日 - 最初の始業式挙行。
  - 4月11日 - 第1回入学式挙行。
  - 4月12日 - 開校式挙行、児童生徒240名[5]。
- 2024年（令和6年）
  - 3月9日 - 第1回卒業式挙行。
  - 3月22日 - 6年生修了式（小学校卒業式相当）と令和5年度修了式挙行。

## 制服
出典
- 制服は後期課程から着用し、2023年4月入学の新7年生より、箒根学園の制服着用になる。箒根中学校から移行の新8年生・9年生は従来の制服着用となる。
- 体育着とウィンドブレーカー（後期課程のみ）は2023年4月の新1年生および新7年生から箒根学園デザインのものを着用し、新2年生 - 新6年生と新8年生・新9年生は従来の体育着とウィンドブレーカーを着用できる。

## 部活動
前期課程
出典
- 常設部
  - 野球部 - 3年生以上の男子児童
  - ソフトボール部 - 3年生以上の女子児童
- 臨時部
  - 陸上競技部 - 5・6年生の全児童が参加。7 - 9月に活動し記録大会に一人一種目以上出場できるよう調整する。
  - 駅伝部 - 9月末に4年生以上から希望を募り、11月の那須塩原市駅伝大会に向けて活動する。
  - 音楽部 - 3・4年生の全児童が11月開催の那須塩原市音楽発表会に向けて活動するが、通常の授業内での活動とし放課後活動は行わない
  - スキー部 - 4年生以上の希望者で1月の那須地区大会に出場
  - 後期課程は
  - 男子は野球部　卓球部　
  - 女子はソフトテニス部　バレーボール部　ソフトボール部
  - 男女ともに文化部

## 通学区域
- 那須塩原市[8]
  - 関谷、金沢、宇都野
  - 下大貫、上大貫、高阿津、
  - 下田野、遅野沢、蟇沼、
  - 折戸、上横林、横林、接骨木